# ادموند یکم
ادموند یکم ملقب به ادموند فرخ (به لاتین: Edmundus Magnificus) (زادهٔ ۹۲۱ — درگذشتهٔ ۲۶ مه ۹۴۶) شاه انگلستان از ۹۳۹ تا ۹۴۶ بود و در دوران حکومتش توانست نواحی شمالی انگلستان را که به تصرف وایکینگها درآمده بود بازپس بگیرد.

## زندگینامه
ادموند زادهٔ ۹۲۱ و پسر ادوارد پدر، شاه وسکس (حکومت ۸۹۹-۹۲۴) و ادگیفو بود. او همچنین برادر ناتنی اتلستن (حکومت ۹۲۴-۹۳۹) بود که در دوران فرمانروایی او انگلستان به یکپارچگی سیاسی رسیده بود. اتلستن در ۹۳۹ درگذشت و ادموند جانشین او شد. اما هنوز چندی از بر تخت نشستن او نگذشته بود که نیروهای اسکاندیناویایی با پشتیبانی قوای ایرلندی، میدلندز را مورد تاخت و تاز خود قرار دادند. اولاف گوتفریتسون، شاه اسکاندیناویایی دوبلین، با سواستفاده از مرگ اتلستن نورثامبریا را به اشغال خود درآورده بود و از آنجا بر میدلندز می‌تاخت.
با این حال ادموند توانست پس از مرگ اولاف در ۹۴۲ نورثامبریا را در ۹۴۴ باز پس گرفته و شاهان اسکاندیناویایی اولاف سیتریکسون و رگنالد را به بیرون راند. او در ۹۴۵ استراتکلاید را نیز تصرف نمود و آن را در مقابل دریافت حمایت نظامی به مالکوم یکم، شاه اسکاتلند واگذار نمود. ادموند با این کار علاوه بر ایمن‌سازی مرزهای خود، روابطی دوستانه و صلح‌طلبانه با اسکاتلند پیدا کرد و دایرهٔ دشمنانش را محدود ساخت.
ادموند تا هنگام مرگش بر انگلستانی متحد فرمان می‌راند. او در ۹۴۶ در کاخ خود به‌دست دزدی تبعیدی به قتل رسید و پس از او برادرش اِدْرِد (حکومت ۹۴۶-۹۵۵) جانشین او شد.